# Salix vorobievii
Salix vorobievii är en videväxtart som beskrevs av Korkina. Salix vorobievii ingår i släktet viden, och familjen videväxter. Inga underarter finns listade i Catalogue of Life.